# سفارة كندا في أوكرانيا
سفارة كندا في أوكرانيا هي أرفع تمثيل دبلوماسي لدولة كندا لدى أوكرانيا. تقع السفارة في كييف وهي تهدف لتعزيز المصالح الكندية في أوكرانيا.

## وصلات خارجية
- الموقع الرسمي
- قائمة سفارات كندا
- قائمة السفارات في أوكرانيا